# Haliyur, Chikmagalur
Haliyur là một làng thuộc tehsil Chikmagalur, huyện Chikmagalur, bang Karnataka, Ấn Độ.